# 库塞
库塞（法語：Coussey，法語發音：[kusɛ] ⓘ）是法国大東部大區孚日省的一个市镇，属于讷沙托区。

## 地理
库塞（48°24'30"N, 5°40'57"E）面积16.02 平方千米，位于法国大東部大區孚日省，该省份为法国东北部内陆省份，北起默兹省和默尔特-摩泽尔省，西接上马恩省，南至上索恩省和贝尔福地区省，东临上莱茵省和下莱茵省。
与库塞接壤的市镇（或旧市镇、城区）包括：弗勒贝库尔、默兹河畔马克塞、韦尔河畔蒙塞勒、瑟罗蒙、锡奥讷、苏洛斯苏圣埃洛夫、栋雷米拉皮塞勒、讷沙托。

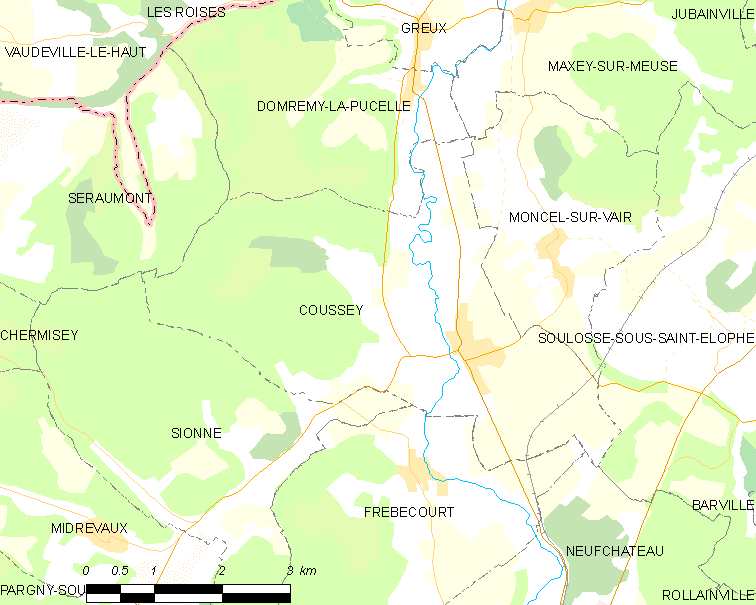
库塞的OSM定位图

库塞的时区为UTC+01:00、UTC+02:00（夏令时）。

## 行政
库塞的邮政编码为88630，INSEE市镇编码为88118。

## 政治
库塞所属的省级选区为讷沙托县。

## 人口

1962-2008年间库塞人口变化图示

库塞于2022年1月1日时的人口数量为719人。